# Feliks Frank
Feliks Frank (ur. 18 maja 1896, zm. 20 lipca 1920 w forcie Zohorce) – podporucznik piechoty Wojska Polskiego, kawaler Orderu Virtuti Militari.

## Życiorys
Urodził się 18 maja 1896. W czasie I wojny światowej walczył w szeregach cesarskiej i królewskiej Armii. Dostał się do niewoli. Przebywał w obozie w Santa Maria, w którym w 1918 zorganizował kompanię karabinów maszynowych, która została wcielona do 6 Pułku Piechoty im. Zawiszy Czarnego będącego protoplastą 145 Pułku Piechoty Strzelców Kresowych.
Poległ 20 lipca 1920 w walkach pod Dubnem i Chorupaniem broniąc fortu Zahorce. Autor historii pułku zanotował: „20 lipca wieczorem nieprzyjaciel wdziera się do fortu Zahorce. W walce o ten fort odznaczyli się w szczególności podporucznik Feliks Frank, dowódca 3 kompanii karabinów maszynowych i sierżant Michał Zarzycki. Gdy już w forcie zabrakło obsługi ciężkich karabinów maszynowych, stanęli podporucznik Frank i sierżant Zarzycki przy broni maszynowej i ostrzeliwali zawzięcie wroga, zbliżającego się do fortu. Podczas odwrotu z fortu ogniem karabinów maszynowych zasłaniali do ostatniej chwili odwrót resztek batalionu. W tej nierównej walce zginął śmiercią bohaterską podporucznik Frank, zarąbany szablami po wystrzeleniu ostatniego naboju”. Za ten czyn podporucznik Frank został odznaczony Krzyżem Srebrnym Orderu Wojskowego Virtuti Militari. Podany wyżej opis jest niezgodny z zeznaniami żołnierzy pułku, którzy wrócili z bolszewickiej niewoli. Według tych zeznań porucznik Frank wycofał się z Dubna w kierunku wsi Ptycza, gdzie „przebił się przez placówki kozackie, jednakowoż pod Rudnią, otoczony wielkimi siłami bolszewickimi, wydany przez ludzi cywilnych, został zamordowany”.

## Ordery i odznaczenia
- Krzyż Srebrny Orderu Wojskowego Virtuti Militari nr 1830[7] – pośmiertnie 17 maja 1921[8][9][10]